# Ульриксен, Ярл Хеннинг
Ярл Оге Хеннинг Ульриксен (норв. Jarl Aage Henning Ulrichsen, род. 15 июля 1947) — норвежский шахматист, мастер ФИДЕ (1985) и шахматный композитор.

## Биография
Участник нескольких чемпионатов Норвегии. Лучший результат — дележ 3—6 мест в 1983 г. Участник чемпионатов Норвегии среди ветеранов 2012 и 2014 гг.
В составе сборной Норвегии участник шахматной олимпиады 1974 г., командного турнира северных стран 1973 г. (сборная стала бронзовым призёром соревнования), командного чемпионата Европы среди ветеранов 2009 г.
Также известен как составитель этюдов.
Является одним из крупнейших в Норвегии специалистов по Новому Завету. В 1982 г. в Университете Осло защитил докторскую диссертацию на тему «Grunnskriftet til De tolv patriarkers testamenter» («Основной текст заветов двенадцати патриархов»). Является профессором Норвежского университета естественных и технических наук в Тронхейме. Автор научной и учебной литературы о древнееврейском и древнегреческом языках на основе библейских текстов.

## Книги
- Lærebok i bibelhebraisk (2006) — Учебник библейского еврейского языка.
- Gresk-norsk ordbok til Det nye testamente (2009) — Греческо-норвежский словарь для Нового Завета.

## Основные спортивные результаты
| Год  | Город    | Соревнование                                                             | + | − | = | Результат | Место         |
| ---- | -------- | ------------------------------------------------------------------------ | - | - | - | --------- | ------------- |
| 1973 | Рибе     | Командный турнир северных стран (сборная Норвегии, 6-я доска)            | 1 | 1 | 3 | 2½ из 5   | Команда — 3-я |
| 1974 | Ницца    | XXI Олимпиада (сборная Норвегии, запасной)                               | 6 | 1 | 5 | 8½ из 12  |               |
| 1975 | Осло     | Чемпионат Норвегии                                                       | 1 | 8 | 2 | 2 из 11   | 12            |
| 1978 | Осло     | Международный турнир                                                     | 3 | 4 | 2 | 4 из 9    | 15—18         |
| 1983 | Тронхейм | Чемпионат Норвегии                                                       | 3 | 2 | 4 | 5 из 9    | 3—6           |
| 1984 | Осло     | Чемпионат Норвегии                                                       | 1 | 4 | 6 | 4 из 11   | 9—10          |
| 1987 | Осло     | Международный турнир                                                     | 2 | 3 | 4 | 4 из 9    | 7—8           |
| 1988 | Аскер    | Чемпионат Норвегии                                                       | 2 | 5 | 2 | 3 из 9    | 16—17         |
| 2009 | Фельден  | Командный чемпионат Европы среди ветеранов (сборная Норвегии, ?-я доска) | 5 | 0 | 4 | 7 из 9    |               |

## Изменения рейтинга
| Графики недоступны из-за технических проблем. См. информацию на Фабрикаторе и на mediawiki.org. |